# 阿尔弗雷德·雅里

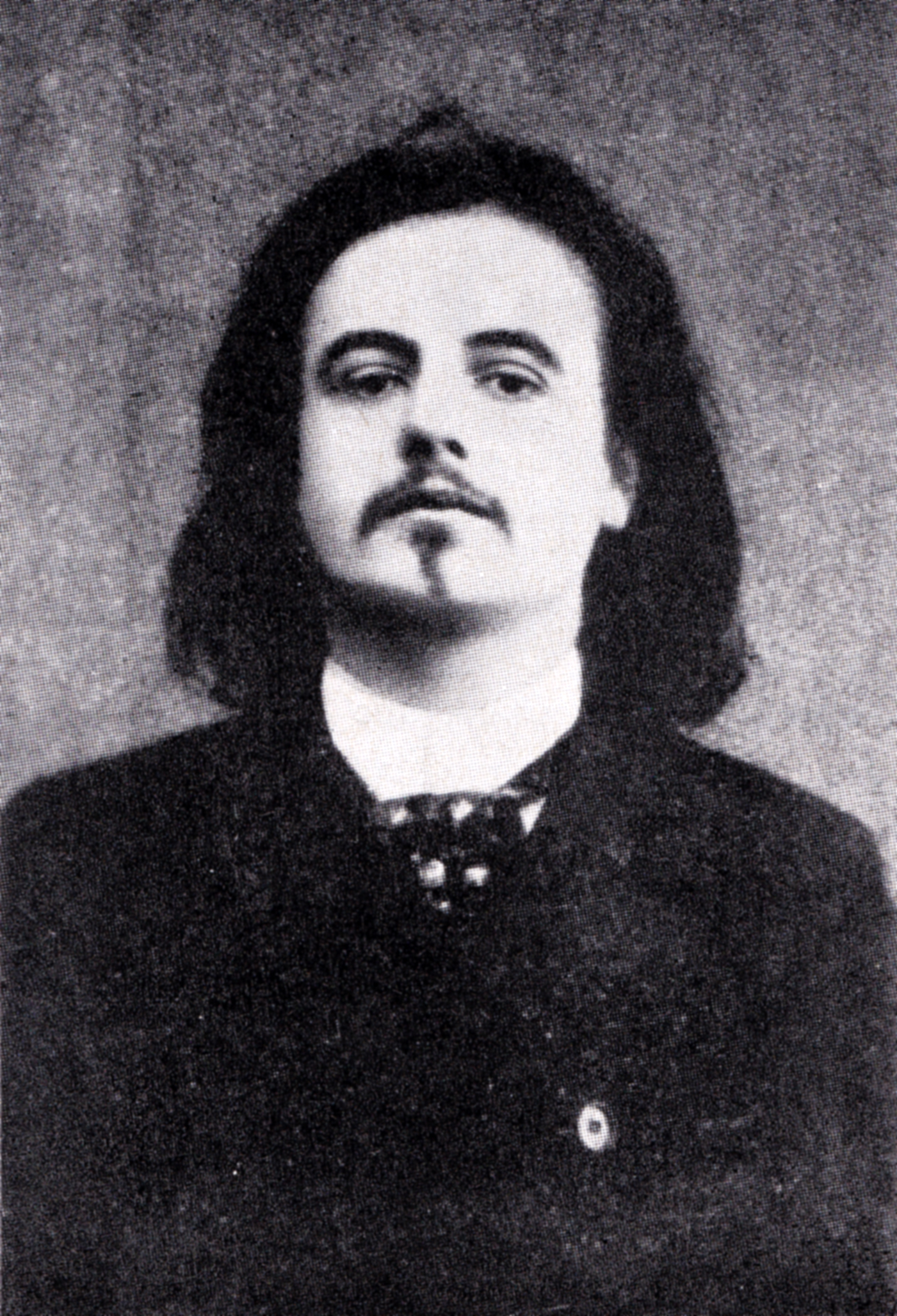
阿尔弗雷德·雅里

阿尔弗雷德·雅里（法語：Alfred Jarry，1873年9月8日—1907年11月1日）是一位法国象征主义作家，其戏剧内容怪诞、形式洗练、手法夸张，影响了后来的先锋派和荒诞派戏剧。他还创作了啪嗒学（Pataphysique）这个词，被认为是超现实主义和未来主义的开拓者。

## 生平与创作
阿尔弗雷德·雅里出生于法国西北部的布列塔尼，母亲是一个行为古怪、头脑偏执的女人，这深深影响了儿子雅里。当雅里6岁的时候，她离开了自己的丈夫。最后，雅里随家几度搬迁，小雅里童年记忆中的布列塔尼的种种印象后来都贯穿到他的作品中了。
1888年，还在上高中的雅里和同学一起写了一部讽刺物理老师的剧本，其中的人物大腹便便，只有三颗牙。1891年通过了高中毕业考试的他来到巴黎，希望可以被高等师范学校录取。虽然希望破灭，但他的诗歌和散文诗逐渐受到重视。1893年，他的第一本诗集《转瞬即逝的回忆》出版，同年父母去世，他很快就花光了留下的遗产。
1894年他应征入伍，但因为穿上大尺寸的军服过于可笑而被免服兵役。他后来把这段经历写成小说《日日夜夜》。回到巴黎后，他开始和雷·德·古尔蒙创办了杂志《L’Ymagier》，以象征主义观点分析中世纪的版画和作品。1893年至1895年，雅里与自己的文学志同道合者、未来的诗人莱昂-保尔·法尔格，产生过一段短暂而炽热的情感。尽管雅里经常嘲笑自己的同性恋取向，但那是他唯一认同的关系。这在他的半自传体剧作《Haldernablou》(1894)中有诸多真实的体现。1895年雅里创作了剧本《凯撒、反基督者》。创作的成功让雅里得以进入到当时巴黎作家圈中。

## 《乌布王》

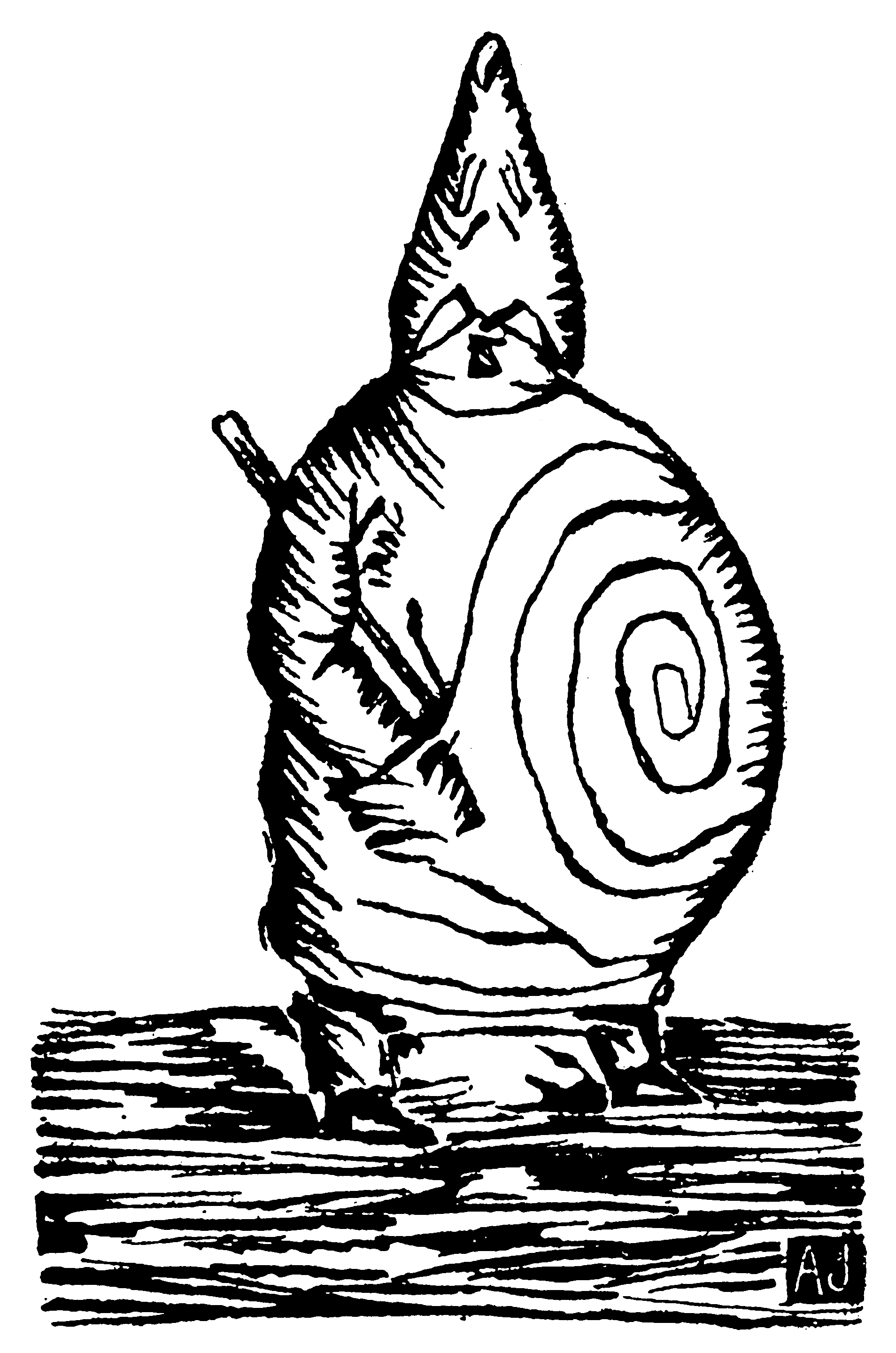
乌布王的造型，雅里所制木刻

1896年春天，他的五幕剧《愚比王》（又译《乌布王》）出版，其中粗鲁的幽默和荒诞的情节惊世骇俗，本来无法上演。但剧院经理Aurélien-Marie Lugné-Poe决定上演该剧。1896年12月10日，《愚比王》在剧场首演，而它的第一句开场白就是“他妈的”，顿时让剧场炸了锅。保守的观众报以嘘声，先锋派的观众则报以欢呼，第二场就被禁演。
之后11年雅里继续创作小说。酗酒令他放浪形骸，但他也是新一代先锋作家的偶像。比如阿波利奈尔、萨尔蒙、马克斯·雅克布等就曾寻找他居住的廉价公寓。1907年11月1日，雅里悲凉中离开人世，年仅34岁。作为他的倾慕者，巴勃罗·毕加索收藏了他用过的左轮手枪。

## 主要作品
- 《凯撒、反基督者》在其中耶稣复活后不再作为灵性的使者而是作为罗马帝国的使者，希望可以控制信仰。
- 《愚比王》（1896）
- 《愚比戴绿帽子》（1897，1944年发表）
- 《愚比坐牢》（1899）
- 《愚比上山》（1906）